# پدر خاک
پدر خاک یک مجموعه تلویزیونی محصول سال ۱۳۸۰–۱۳۷۹ به کارگردانی، نویسندگی نادر کجوری  می‌باشد که از شبکه دو پخش شد. این مجموعه در ۱۳ قسمت ۵۰ دقیقه‌ای تهیه شد

## خلاصه داستان
داستان سریال روایتگر زندگی دو دوست قدیمی است که پس از ۲۰ سال یکدیگر را پیدا می‌کنند؛ در حالی که هر دو دچار تغییرات فراوانی شده‌اند. آن دو رفته رفته پی می‌برند که هر کدام مشکلات خاص خودشان را دارند مثلاً همسر یکی از آنها دچار بیماری افسردگی و توهم شدیدی است. او همواره در تخیلاتش خود را در عصر "لویی‌های " فرانسه می‌پندارد و به این دلیل سعی می‌کند به هر نحو ممکن زندگیش را به شکل آن دوره بخصوص درآورد؛ اما در ادامه اتفاقات دیگری روی می‌دهد و مسیر داستان عوض می‌شود.

## بازیگران
- بیتا فرهی
- ایرج نوذری
- فقیهه سلطانی
- قربان نجفی
- بیتا بادران
- جمشید گرگین
- رامین نعمتی
- لوریک میناسیان
- بهنوش صادقی
- میکائیل شهرستانی
- کاوه خداشناس
- عباس موسوی
- هایده حائری
- فریبا حیدری
- علیرضا درویش‌نژاد
- صمد پرویس
- بابک برزویه
- مهشید صادقی
- مریم معرفت
- اکبر برجسته
- حسام صادقی
- محمدرضا کوهستانی
- ناصر امیری
- محسن حجازی
- بهنام برخورداری
- حسن پیکان فر
- بهدخت بخشایش
- امیر رحیم‌زاده
- محسن حیدرپناه
- محمدرضا جباری
- محمد سال افزون
- علیرضا صالحی‌پور
- منوچهر ذوالفقاری
- رحیم خارابی ماسوله
- محمدجواد کریمی
- بابک نداف
- محمد حسینی
- محمدداود شکری
- جهانگیر رستگار
- حسن شمشیری
- رضا غلامعلی
- محمد بهرامیان
- علی اکبری
- حمید ملکان
- علی وهابی
- مهدی سرگزی
- اردشیر رودابر
- داریوش ظهیرآبادی
- تقی آذری
- نصراله ندافیون
- داریوش سپهری
- محمدرضا برجسته
- وحیدرضا برجسته